# 袁泽
袁泽（1949年6月—），四川达县人，汉族，中华人民共和国政治人物、第十一届全国人民代表大会新疆地区代表。
毕业于南京大学自然地理专业，是中共党员。担任新疆维吾尔自治区有色金属工业（集团）有限责任公司董事长。2008年起担任全国人大代表。